# Prstenokljuni galeb
Prstenokljuni galeb (lat. Larus delawarensis) je galeb srednje veličine. Ime vrste delawarensis odnosi se na rijeku Delaware.

## Opis
Odrasle ptice duge su oko 49 cm, a raspon krila im je 124 cm. Glava, vrat i donji dio su bijeli; kljun im je relativno kratak i žut s tamnim prstenom; leđa i krila su srebrno sive boje; a noge su žute. Oči su žute s crvenim obodima. Trebaju im tri godine da dosegne svoje zrelo perje; a izgled im se mijenja sa svakim jesenskim mitarenjem. Prosječni životni vijek ptica koje uspiju doživjeti odrastlu dob je 10,9 godina.

## Rasprostranjenost i stanište
Gnijezde se je u blizini jezera, rijeka ili obale, u Kanadi i na sjeveru SAD-a. Gnijezde se u kolonijama na zemlji, često na otocima. Ova je ptica iz godine u godinu vjerna svom mjestu gniježđenja, ako ne i svom paru. 
Ovi su galebovi često viđeni na američkim parkiralištima, gdje ga se redovito okupljaju u velikom broju. U nekim područjima istiskuje manje agresivne ptice poput obične čigre. 
Ovi su galebovi selice i većina se kreće prema jugu do Meksičkog zaljeva i obala Atlantskog i Tihog oceana Sjeverne Amerike te Velikih jezera. 

### Skitnja
Ovaj galeb redovito zaluta u zapadnu Europu. U Irskoj i Velikoj Britaniji to se više ne smatra rijetkošću, a nekoliko ptica redovito prezimi u tim zemljama. 

## Prehrana
Ovi se galebovi hrane u letu ili prikupljaju hranu tijekom plivanja ili hodanja. Također kradu hranu od drugih ptica i često strvinare. svežderi su, anjihova prehrana može uključivati kukce, ribu, žito, jaja, gliste i glodavce. Oportunisti su i dobro su se prilagodile uzimanju hrane kad je ljudi odbace ili čak ostave bez nadzora. Mnogi posjetitelji plaža smatraju ih napašću zbog toga što kradu nečuvanu hranu na prepunim plažama. Ptice se okupljaju na plažama, marinama, pristaništima i parkovima gdje ih ljudi hrane. Prirodni neprijatelji su im štakori, lisice, psi, mačke, rakuni, kojoti, orlovi, jastrebovi i sove. 

## Status
Krajem 19. stoljeća, ovaj se galeb lovio zbog svog perja. Populacija se u međuvremenu oporavila i vjerojatno je najčešći galeb u Sjevernoj Americi. 

## Vanjske poveznice
|  | Zajednički poslužitelj ima još gradiva o temi Larus delawarensis |
|  | Wikivrste imaju podatke o taksonu Larus delawarensis             |

- Ring-billed Gull[neaktivna poveznica] at Université du Québec à Montréal (UQAM)'s Research and banding program

Ring-billed gull Species Account – Cornell Lab of Ornithology
- Ring-billed gull - Larus delawarensis  Arhivirana inačica izvorne stranice od 20. veljače 2019. (Wayback Machine) - USGS Patuxent Bird Identification InfoCenter
- Video - Ring-billed gull at Niagara Falls